# Helga Gödl
Helga Gödl (* 18. März 1915 in Kitzbühel; † 23. Juli 2005 in Innsbruck) war eine österreichische und deutsche Skirennläuferin. Sie belegte Ende der 1930er- und Anfang der 1940er-Jahre mehrere Spitzenplätze bei internationalen Rennen und gewann bei den Weltmeisterschaften 1939 die Bronzemedaille in der Abfahrt.

## Biografie
Gödl begann nach ihrer Matura ein Sportstudium an der Universität Innsbruck und sie schloss sich dem Innsbrucker Skiverein an. Erste Erfolge gelangen ihr 1937 bei den 5. Akademischen Weltwinterspielen in Zell am See, bei denen sie Vierte in der Abfahrt und im Slalom wurde. Im folgenden Jahr gewann sie bei den Akademischen Weltmeisterschaften in Villars den Slalom, die Abfahrt und die Kombination. Ein weiterer Sieg gelang ihr in der Kombination von Zakopane. Bei den Arlberg-Kandahar-Rennen in St. Anton wurde Gödl Zweite in der Abfahrt sowie Dritte im Slalom und in der Kombination. Keine Spitzenplätze erreichte sie bei den Weltmeisterschaften 1938 in Engelberg, wo sie nur auf den zehnten Rang in der Kombination fuhr, damit aber trotzdem die erfolgreichste österreichische WM-Teilnehmerin war.
Nach dem Anschluss Österreichs startete Gödl ab 1939 für den deutschen Skiverband. Mit guten Leistungen in Kitzbühel (Sieg in der Abfahrt, Zweite in der Kombination und Dritte im Slalom) gelang ihr neben den starken deutschen Läuferinnen Elisabeth Hoferer, Lisa Resch und allen voran Christl Cranz die Aufnahme ins Team für die Weltmeisterschaften 1939 in Zakopane. Dort gewann sie hinter Cranz und Resch die Bronzemedaille in der Abfahrt. Den Slalom konnte sie nach einem Sturz jedoch nicht beenden.
Im Winter 1940 belegte Gödl bei der Wintersportwoche in Garmisch jeweils den dritten Platz in der Abfahrt und im Slalom und wurde damit Zweite in der Kombination. Im nächsten Winter erreichte sie ebenfalls in Garmisch ihre besten Resultate. Sie wurde Vierte im Slalom und jeweils Fünfte in Abfahrt und Kombination. Für die Weltmeisterschaften 1941 konnte sie sich aber nicht qualifizieren. Nach der Saison beendete Gödl ihre Karriere.

## Erfolge
Weltmeisterschaften
- Engelberg 1938: 10. Kombination, 11. Slalom, 12. Abfahrt
- Zakopane 1939: 3. Abfahrt